# Self Storage
Self Storage, auch Selbstlagerzentrum, Miet-Box, oder Mietlager genannt, ist ein Angebot bzw. ein Ort zur Lagerhaltung. Der englische Begriff Self Storage bedeutet wörtlich „selbst einlagern“. Der Verband deutscher Self Storage Unternehmen e. V. beschreibt Self Storage als das „Selbst-Einlagern von Gegenständen durch Privatpersonen oder Firmen in abgeschlossenen, sicheren, sichtgeschützten und bequem zugänglichen individuellen Mieteinheiten unterschiedlicher Größe bei sehr flexiblen Mietzeiten.“

## Beschreibung und Funktion

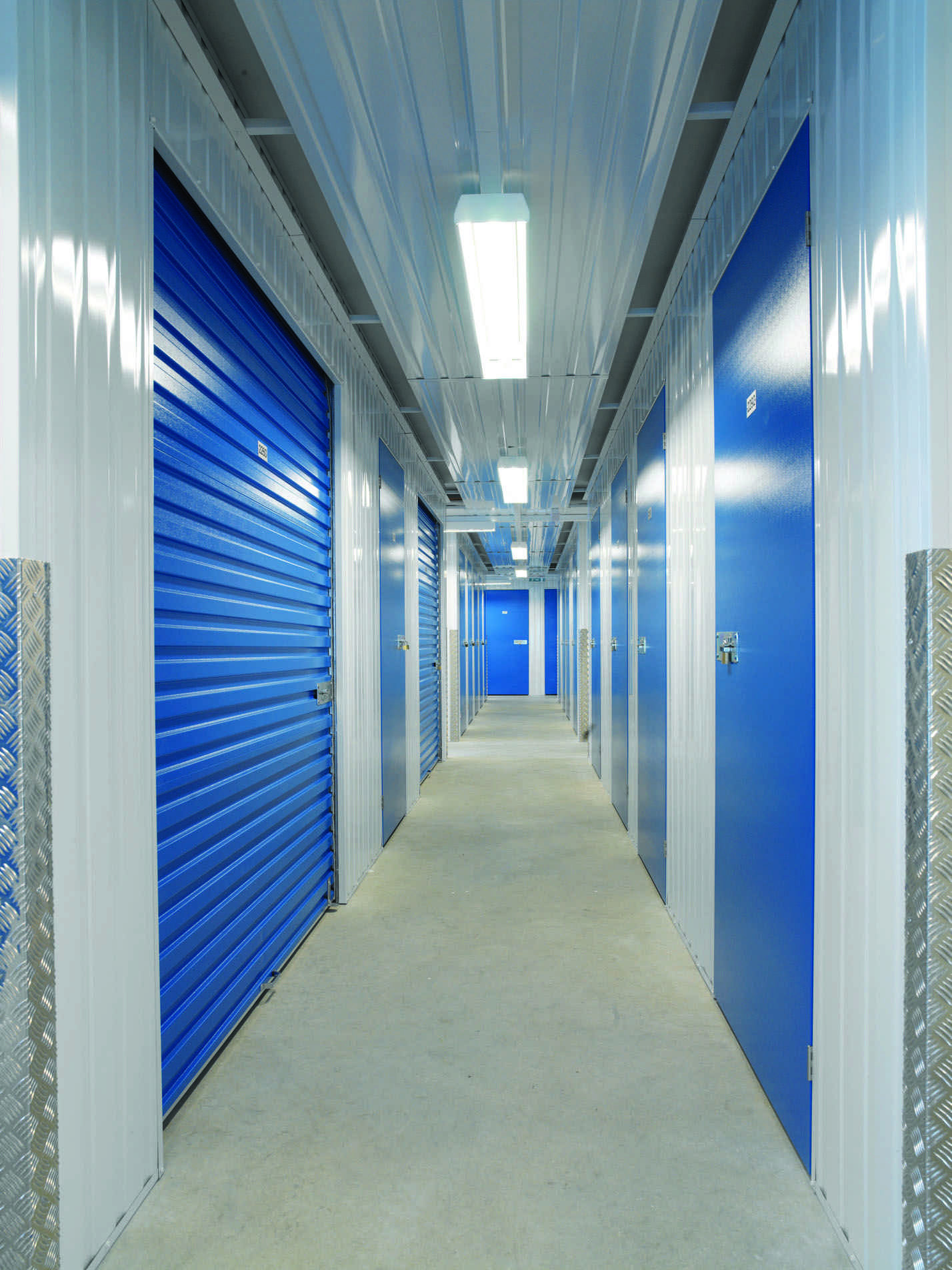
Gang in einem Self-Storage-Gebäude

Self Storage ist ein Angebot, bei dem Lagerraum zur Verfügung gestellt wird. Self-Storage-Anlagen vermieten dabei sowohl kurzfristig als auch langfristig. Anders als in einem Lagerhaus haben die Mitarbeiter von Self-Storage-Anlagen keinen freien Zugang zu den Lagerräumen und der Kunde ist sein eigener Lagerist.
Zu den Mietern von Self Storage gehören sowohl Privatpersonen als auch Unternehmen. Privatpersonen nutzen Self Storage häufig zur Einlagerung von Haushaltsgegenständen, insbesondere in Situationen, die eine schnelle oder vorübergehende Möglichkeit zur Lagerung erfordern. Dazu zählen persönliche Umbrüche wie der Tod eines Angehörigen, bei dem eine Wohnung kurzfristig geräumt werden muss, sowie Trennung oder Scheidung, die eine Neuorganisation des Haushalts erforderlich machen. Auch berufliche Veränderungen wie ein Arbeitsplatzwechsel oder ein längerer Auslandsaufenthalt führen oft zur Nutzung von Self Storage. Unternehmen verwenden Self Storage vor allem zur Aufbewahrung von überschüssigem Inventar, Akten oder Arbeitsmaterialien. Insbesondere kleine Unternehmen, die sich nicht an langfristige Gewerbemietverträge binden wollen oder können, nutzen diese Lagerform als flexible Alternative. Dazu gehören insbesondere Onlinehändler, die Warenbestände auslagern.
Einige Gegenstände dürfen nicht in einem Self Storage eingelagert werden. Hierzu gehören üblicherweise verderbliche Lebensmittel, Tiere, Pflanzen, Drogen, Waffen und leicht entzündliche oder brennbare Stoffe. Die genauen Bestimmungen variieren je nach Anbieter.
Self Storage wird insbesondere in Großstädten auch für die langfristige Lagerung genutzt, insbesondere vor dem Hintergrund, dass den Bewohnern oft nicht genügend Platz zur Verfügung steht, um selten genutzte oder nicht unmittelbar benötigte Gegenstände dauerhaft in der eigenen Wohnung zu lagern. So verfügt beispielsweise jeder fünfte Haushalt der wesentlichen deutschsprachigen Großstädte über nur mangelhafte Stauraummöglichkeiten. Weiterhin verfügen neuere Generationen größtenteils über mehr Besitz als vorangegangene Generationen, wodurch auch die Nachfrage nach Stauraum größer wird.
Self-Storage-Anlagen sind zudem von Garagen zu unterscheiden. Während Self Storage als flexibler Lagerort für Privatpersonen und Unternehmen dient, unterliegen Garagen in Deutschland der Garagenverordnung, die ihre Nutzung klar regelt. So sind Garagen in erster Linie zur Unterstellung von Fahrzeugen vorgesehen, während die Lagerung anderer Gegenstände eingeschränkt oder untersagt sein kann. In Garagen dürfen hauptsächlich Dinge gelagert werden, die zum Auto gehören, wie Reifen oder Dachgepäckträger.

## Geschichte
Bereits Ende der 1960er-Jahre begannen Landbesitzer im Westen der USA kleine Schuppen zu bauen, um sie lokal den Bewohnern von Appartements als Stau- und Lagerraum anzubieten. Zu den ersten in Europa eröffneten Self-Storage-Anlagen gehören unter anderem das von Ingo Protz 1979 eröffnete Ministorage in Zürich-Oerlikon, das laut Firmenangaben 2008 in der Firma Zebrabox Ministorage AG aufging. Im selben Jahr wurde im Vereinigten Königreich von Doug Hampson unter dem Namen Abbey Self Storage die erste Self-Storage-Anlage eröffnet, welche später zu einer Self-Storage-Kette in Europa wurde. Für 1984 ist ein ähnliches Projekt in England bekannt, in dem der Engländer Carl Hanauer einen Stall in London umbaute und als Lagerraum vermietete.
Über Frankreich, Belgien und die Niederlande fand Self Storage schließlich 1997 den Weg nach Deutschland und erreichte später auch Italien, Spanien und Portugal. Auch in Skandinavien finden sich Anbieter von Lagerhäusern. In Österreich begann Self Storage 1999 durch das von Heinrich Hoyos, Paul Rankine und Martin Gerhardus gegründete Self-Storage-Unternehmen MyPlace.

### Entwicklung
Im Self-Storage-Bereich ist ein Trend hin zur Digitalisierung sichtbar. Dazu gehören Onlinebuchungen bis hin zum digitalen Zutrittssystem, mit welchem ein durchgehender Zugang zum Lager gewährleistet wird. Vorreiter mit einem solchen System war die Schweizer Storage-Anbieterin placeB.
In Europa nimmt die Anzahl von Anlagen zu, die ohne festangestellte Mitarbeiter agieren. In Österreich, Schweden und der Schweiz wurden 2024 jeweils über 60 % der Self-Storage-Anlagen über eine Fernverwaltung organisiert, in Norwegen waren es 72 %. In Deutschland wurden rund 38 % der Anlagen fernverwaltet.

## Die Self-Storage-Industrie in den USA und Europa

### USA

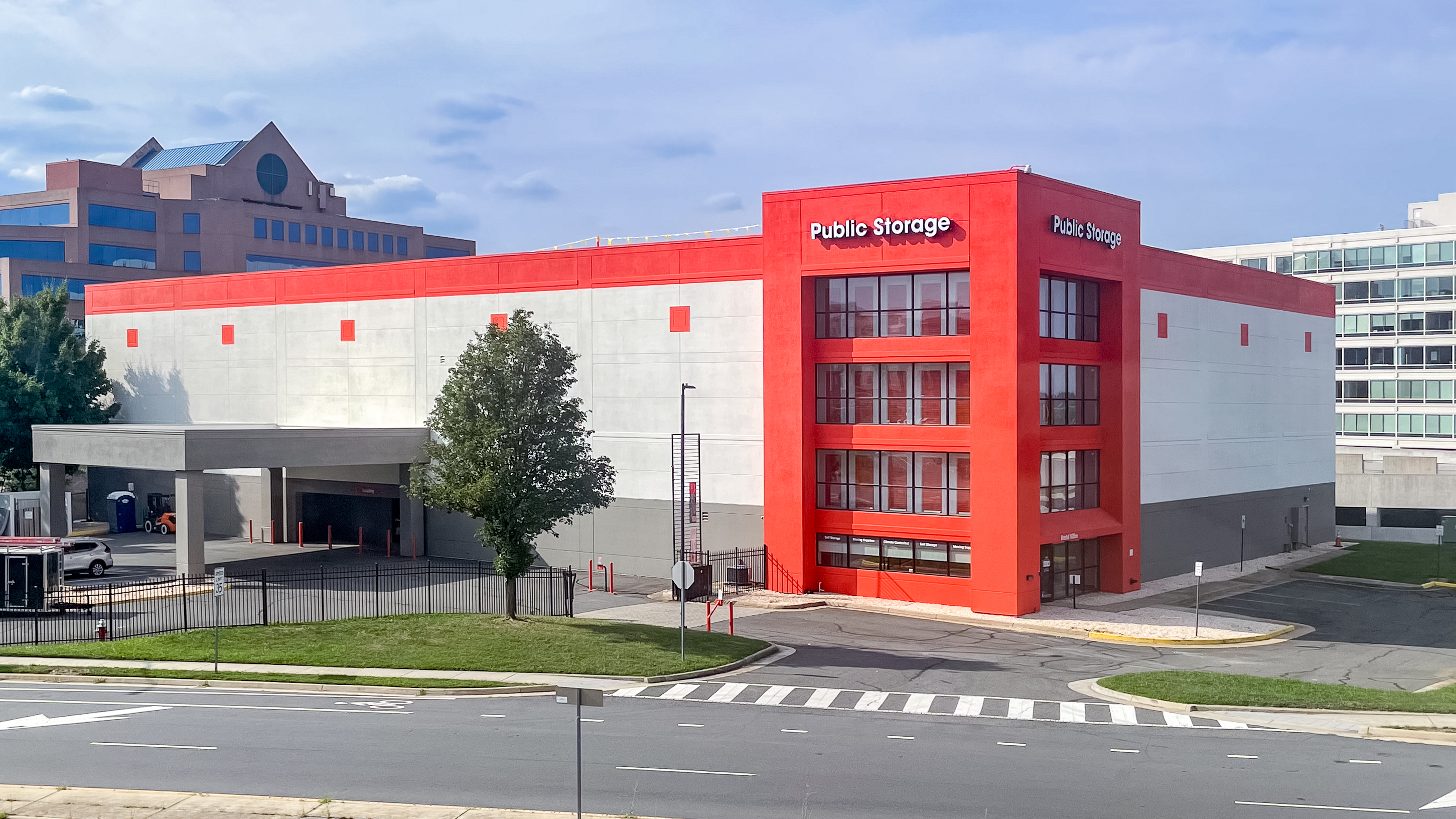
Self Storage Anlage in den USA

Im Jahr 2011 gab es in den USA 50.048 Self-Storage-Standorte mit etwa 237 Mio. m² vermietbarer Lagerfläche, was einem Standort pro 6876 US-Bürger bzw. 0,69 m² vermietbare Self-Storage-Lagerfläche pro Bürger entspricht. In den Jahren 2004 bis 2007 wuchs der Markt mit durchschnittlich 14,8 % p. a. verhältnismäßig stark, die Steigerungsraten der zu vermietenden Flächen in den Jahren 2008 bis 2011 wuchsen mit durchschnittlich 5,36 % p. a. jedoch deutlich geringer. Von 2009 auf 2010 ging die vermietbare Fläche geringfügig zurück, während die Anzahl der Standorte weiterhin wuchs. Auf Grundlage der durchschnittlichen Branchenauslastung von 79,7 % im Jahr 2011 entfiel auf jeden US-Bürger eine vermietete Fläche von etwa 0,55 m². Dies entspricht einer Marktdurchdringung des Self-Storage-Sektors von rund 6,5 % der Gesamtbevölkerung der Vereinigten Staaten.
Die Größe und Attraktivität der Branche sorgten in den Vereinigten Staaten für einen Wettbewerb: Die „Top 10“-Gesellschaften besaßen 2012 nur 12,42 % Marktanteil (vermietbare Fläche). Public Storage mit 5,29 % Marktanteil und 2.241 Self-Storage-Standorten war 2012 Marktführer, etwa dreimal so groß wie Extra Storage, der zweitgrößte Marktteilnehmer, und bereits mehr als 18-mal so groß (Fläche) wie der zehntgrößte Anbieter.
2021 existierten insgesamt 49.233 Einrichtungen, wobei über die Hälfte von kleinen Betreibern unterhalten wurde. Der Marktanteil von Extra Storage und Life Storage lag 2023 bei 13,4 %, der von Public Storage belief sich auf 10,1 %. Das Transaktionsvolumen im US-amerikanischen Self-Storage-Markt belief sich in der ersten Hälfte des Jahres 2024 auf rund 3,36 Mrd. US-Dollar. Der Belegungsgrad lag 2024 bei 90 % und ist damit im Vergleich zu den Vorjahren konstant geblieben.

### Europa
Im Vergleich zu den USA entwickelte sich der europäische Self-Storage-Markt erst später und umfasste im Jahr 2021 knapp 5000 Standorte mit einer vermietbaren Fläche von ca. 11 Mio. m². Erhebungen der Fedessa ergaben, dass für Gesamteuropa im Jahr 2024 über 9500 Einrichtungen vorhanden waren, die etwa 16,5 Mio. m² vermietbare Fläche repräsentieren. Den größten Marktanteil besitzt hierbei das Vereinigte Königreich mit einem Anteil von 34,6 %, gefolgt von Frankreich (15,8 %), Deutschland (12,6 %) und Spanien (11,6 %). Dies bedeutet, dass die vier größten Märkte in Europa 74,6 % Marktanteil unter sich aufteilen. Innerhalb von Europa ist das Vereinigte Königreich mit ca. 2700 Standorten und 5,7 Mio. m² vermietbare Fläche Stand 2024 am stärksten ausgebaut.
Der Bekanntheitsgrad von Self Storage schwankt zwischen den Ländern: Im Jahr 2024 kannten durchschnittlich 37 % der europäischen Bevölkerung das Konzept von Self Storage nicht, im Vorjahr waren es noch 45 %.
Zwischen 2015 und 2022 wurden in Deutschland pro Jahr durchschnittlich rund 63.000 m² Self-Storage-Fläche neu gebaut. Im deutschsprachigen Raum existierten 2022 knapp 600 Standorte, in Deutschland (320 Standorte), Österreich (135 Standorte) und der Schweiz (140 Standorte). 2024 betrug die Lagerfläche über 2 Mio. m² und laut der Immobilienberatungsgesellschaft CBRE waren in Deutschland 2024 rund 760 Self-Storage-Anlagen in Betrieb. Dies entspricht 19.000 m² Lagerfläche pro eine Mio. Einwohner.

## Lagerarten

### Indoor-Anlagen
Indoor-Lager, auch als Walk-in-Anlagen bezeichnet, sind meistens innerhalb von Städten angesiedelt. Die meisten Indoor-Lager bieten pro Lagereinheit eine Fläche zwischen 1 m² und 18 m², oft in mehrgeschossigen Gebäuden. Durchschnittlich werden 5 m² angemietet.

### Outdoor-Anlagen
Outdoor-Self-Storage, oftmals auch als Drive-up-Anlagen bezeichnet, bestehen meist aus Containern oder speziell errichteten Lagerboxen, in denen eine flexible Nutzung möglich ist und die direkt mit einem Fahrzeug angefahren werden können. Die Größe solcher Lager liegt zwischen 18 und 40 m²; durchschnittlich werden um die 30 m² angemietet.
Eine spezielle Form sind sogenannte Garagenparks. Wichtig ist dabei zu unterscheiden, ob die Fläche als Garage (nach Garagenverordnung) oder als Lagerraum genehmigt ist. Je nach Nutzungsart gelten unterschiedliche Vorschriften.
Stand 2024 gibt es in Deutschland rund 600 Drive-up-Garagenparks.

### Einlagerung durch Personal oder Dienstleister
Abzugrenzen von Self Storage sind Lagerarten wie Home Service Box, On Demand Storage oder Einlagerung durch Paketdienste. Bei diesen Lagerarten kommt externes Personal zum Einsatz, welches die Lagerung und verbundene Dienstleistungen übernimmt. Verschiedene Logistikunternehmen übernehmen hierbei entweder die Verpackung der einzulagernden Artikel oder stellen Boxen oder Container für die Einlagerung bereit. Dann werden die Artikel durch das Logistikunternehmen abgeholt und eingelagert, und bei Bedarf erfolgt eine Rücklieferung.

## Verbände und Forschung

### Fedessa
Die Federation of European Self Storage Associations (Fedessa) ist ein 2004 gegründeter Verband, der die Self-Storage-Industrie in Europa vertritt.
Mitglieder von Fedessa sind Stand 2024:
- Verband deutscher Self Storage Unternehmen e.V. (Deutschland und Österreich)
- Belgian Self Storage Association ASBL (Belgien)
- Self Storage Association Denmark (Dänemark)
- Pienvarastoyhdistys ry. (Finnland)
- Chambre Interprofessionnelle du Self-Stockage (Frankreich)
- Irish Self Storage Association (Irland)
- Associazione Imprese Selfstorage Italiane (Italien)
- De Nederlandse mini-opslag vereniging (Niederlande)
- Norwegian Self-Storage Association (Norwegen)
- Associação Portuguesa de Self Storage (Portugal)
- Sweden Self Storage Association (Schweden)
- Swiss Self-Storage Association (Schweiz)
- Asociación Española de Self Storage (Spanien)
- Self Storage Association United Kingdom (Vereinigtes Königreich)

### Verband deutscher Self Storage Unternehmen & Qualitätssiegel
Der Verband deutscher Self Storage Unternehmen e. V. ist ein 2003 gegründeter Verein für die Entwicklung der Self-Storage-Branche in Deutschland und Österreich. Der Verband ist ein Mitglied der Fedessa.
Da Self Storage kein geschützter Begriff ist, wurde der Verband gegründet, um einen Qualitätsstandard für den Bau und Betrieb von Self-Storage-Anlagen zu etablieren. Um Mitglied im Verband zu werden, müssen Qualitätskriterien erfüllt werden. Im Gegenzug vergibt der Verband ein Qualitätssiegel. Zu den Qualitätsmerkmalen gehören unter anderem ein Brandschutzkonzept, Videoüberwachung, Zugangskontrollen sowie eine Alarmanlage oder ein Einbruchmeldesystem außerhalb der Öffnungszeiten. Die Anlagen müssen regelmäßig gereinigt und vor Ungezieferbefall geschützt werden, um Sauberkeit zu gewährleisten. Das Lagergut muss zudem trocken bleiben und vor Nässe sowie UV-Strahlung geschützt werden. Die Wege und der Lagerbereich müssen gut beleuchtet sein und für Mieter muss ein eigenständiger Zugriff auf ihre jeweiligen Lagereinheiten während der Öffnungszeiten möglich sein. Dabei darf die Privatsphäre nicht verletzt werden. Weiterhin sollen Lagerräume effizient genutzt werden; Mieter sollen über ihren Raumbedarf informiert werden und Lagergrößen und Mietdauer sollten individuell anpassbar sein. Darüber hinaus berücksichtigt das Siegel auch ergänzende Dienstleistungen wie Lagerversicherung und Transporthilfen.
2024 brachte der Verband erstmals einen Branchenreport für die Self-Storage-Industrie in Deutschland und Österreich heraus.

### Wissenschaftliche Betrachtung
2011 starteten das Institut für Europäische Ethnologie an der Humboldt-Universität zu Berlin unter Leitung von Wolfgang Kaschuba und MyPlace-SelfStorage die Online-Plattform Platzprofessor. Dort werden Texte und wissenschaftliche Arbeiten zum Thema Mietlager und Self Storage gesammelt und veröffentlicht. Die ersten umfassenden wissenschaftlichen Arbeiten stammen von der Ethnologin Petra Beck und der Soziologin Carmen Keckeis.
Self Storage wird auch von Wissenschaftlern aus den Bereichen Stadtplanung, Architektur und Ökonomie erforscht. Raumplanerin Olivia Tomasi bezeichnet 2021 in einer Studie der Technischen Universität Wien die Nachfrage nach Lagerungsflächen als Konsequenz des gesteigerten Kaufverhaltens zu Beginn des Jahrhunderts.